# Olympische Sommerspiele 1992/Teilnehmer (Kanada)
| Gelbes Symbol für Goldmedaillen mit stilisierten Olympischen Ringen | Graues Symbol für Silbermedaillen mit stilisierten Olympischen Ringen | Braundes Symbol für Bronzemedaillen mit stilisierten Olympischen Ringen |
| ------------------------------------------------------------------- | --------------------------------------------------------------------- | ----------------------------------------------------------------------- |
| 7                                                                   | 4                                                                     | 7                                                                       |

Kanada nahm an den Olympischen Sommerspielen 1992 in Barcelona, Spanien, mit einer Delegation von 295 Sportlern (179 Männer und 116 Frauen) teil.
Fahnenträger bei der Eröffnungsfeier war der Leichtathlet Mike Smith.

## Medaillengewinner

### Gold
| Name(n) | Sportart          | Wettkampf                      |
| --- | ----------------- | ------------------------------ |
| Mark McKoy | Leichtathletik    | 110 Meter Hürden               |
| Darren Barber, Andrew Crosby, Michael Forgeron, Robert Marland, Terrence Paul, Derek Porter, Michael Rascher, Bruce Robertson, John Wallace        | Rudern            | Achter                         |
| Marnie McBean, Kathleen Heddle | Rudern            | Frauen, Zweier ohne Steuerfrau |
| Kirsten Barnes, Brenda Taylor, Jessica Monroe, Kay Worthington                                                                                     | Rudern            | Frauen, Vierer ohne Steuerfrau |
| Kirsten Barnes, Brenda Taylor, Megan Delehanty, Marnie McBean, Shannon Crawford, Kay Worthington, Jessica Monroe, Kathleen Heddle, Lesley Thompson | Rudern            | Frauen, Achter                 |
| Mark Tewksbury | Schwimmen         | 100 Meter Rücken               |
| Sylvie Fréchette | Synchronschwimmen | Einzel                         |

### Silber
| Name(n)                      | Sportart          | Wettkampf                                 |
| ---------------------------- | ----------------- | ----------------------------------------- |
| Mark Leduc                   | Boxen             | Halbweltergewicht (bis 63,5 kg)           |
| Guillaume LeBlanc            | Leichtathletik    | 20 Kilometer Gehen                        |
| Jeffrey Thue                 | Ringen            | Freistil, Superschwergewicht (bis 130 kg) |
| Penny Vilagos, Vicky Vilagos | Synchronschwimmen | Duett                                     |

### Bronze
| Name(n)                                                                         | Sportart       | Wettkampf                 |
| ------------------------------------------------------------------------------- | -------------- | ------------------------- |
| Chris Johnson                                                                   | Boxen          | Mittelgewicht (bis 75 kg) |
| Nicolas Gill                                                                    | Judo           | Mittelgewicht (bis 86 kg) |
| Angela Chalmers                                                                 | Leichtathletik | 3000 Meter                |
| Curt Harnett                                                                    | Radsport       | Sprint                    |
| Silken Laumann                                                                  | Rudern         | Frauen, Einer             |
| Mark Tewksbury, Jonathan Cleveland, Marcel Gery, Stephen Clarke, Thomas Ponting | Schwimmen      | 4 × 100 Meter Lagen       |
| Eric Jespersen, Ross MacDonald                                                  | Segeln         | Star                      |

## Teilnehmer nach Sportarten

### Badminton
- Mike Bitten
Doppel: 17. Platz

- Bryan Blanshard
Einzel: 17. Platz
Doppel: 17. Platz

- David Humble
Einzel: 33. Platz
Doppel: 9. Platz

- Anil Kaul
Einzel: 17. Platz
Doppel: 9. Platz

- Denyse Julien
Frauen, Einzel: 9. Platz
Frauen, Doppel: 17. Platz

- Doris Piché
Frauen, Einzel: 9. Platz
Frauen, Doppel: 17. Platz

### Bogenschießen
- Sylvain Cadieux
Einzel: 60. Platz
Mannschaft: 19. Platz

- Jeannot Robitaille
Einzel: 70. Platz
Mannschaft: 19. Platz

- Claude Rousseau
Einzel: 14. Platz
Mannschaft: 19. Platz

### Boxen
- Dale Brown
Halbschwergewicht: 9. Platz

- Raymond Downey
Halbmittelgewicht: 17. Platz

- Domenic Figliomeni
Halbfliegengewicht: 17. Platz

- Tom Glesby
Superschwergewicht: 9. Platz

- William Irwin
Leichtgewicht: 9. Platz

- Chris Johnson
Mittelgewicht: Bronze

- Kirk Johnson
Schwergewicht: 5. Platz

- Mark Leduc
Halbweltergewicht: Silber

- Marty O’Donnell
Fliegengewicht: 17. Platz

- Michael Strange
Federgewicht: 17. Platz

### Fechten
- Jean-Marie Banos
Säbel, Einzel: 28. Platz
Säbel, Mannschaft: 10. Platz

- Jean-Paul Banos
Säbel, Einzel: 23. Platz
Säbel, Mannschaft: 10. Platz

- Jean-Marc Chouinard
Degen, Einzel: 22. Platz
Degen, Mannschaft: 7. Platz

- Alain Côté
Degen, Mannschaft: 7. Platz

- Allan Francis
Degen, Mannschaft: 7. Platz

- Benoît Giasson
Florett, Einzel: 43. Platz

- Evens Gravel
Säbel, Mannschaft: 10. Platz

- Danek Nowosielski
Degen, Einzel: 18. Platz
Degen, Mannschaft: 7. Platz

- Leszek Nowosielski
Säbel, Mannschaft: 10. Platz

- Tony Plourde
Säbel, Einzel: 35. Platz
Säbel, Mannschaft: 10. Platz

- Laurie Shong
Degen, Einzel: 14. Platz
Degen, Mannschaft: 7. Platz

- Renée Aubin
Frauen, Florett, Einzel: 32. Platz
Frauen, Florett, Mannschaft: 12. Platz

- Hélène Bourdages
Frauen, Florett, Mannschaft: 12. Platz

- Marie-Françoise Hervieu
Frauen, Florett, Mannschaft: 12. Platz

- Shelley Steiner-Wetterberg
Frauen, Florett, Mannschaft: 12. Platz

- Thalie Tremblay
Frauen, Florett, Einzel: 14. Platz
Frauen, Florett, Mannschaft: 12. Platz

### Gewichtheben
- Yvan Darsigny
Mittelschwergewicht (bis 90 Kilogramm): 14. Platz

- Denis Garon
1. Schwergewicht (bis 100 Kilogramm): 11. Platz

### Hockey
- Damen
7. Platz

- Kader
Deborah Whitten
Deborah Covey
Rochelle Low
Tara Croxford
Sandra Levy
Sue Reid
Heather Jones
Candy Thomson
Bernadette Bowyer
Mary Conn
Laurelee Kopeck
Joel Brough
Milena Gaiga
Sherri Field
Sharon Creelman

### Judo
- Ewan Beaton
Superleichtgewicht (bis 60 Kilogramm): 9. Platz

- Jean Pierre Cantin
Halbleichtgewicht (bis 65 Kilogramm): 9. Platz

- Nicolas Gill
Mittelgewicht (bis 86 Kilogramm): Bronze

- Roman Hatashita
Leichtgewicht (bis 71 Kilogramm): 13. Platz

- Patrick Roberge
Halbschwergewicht (bis 95 Kilogramm): 32. Platz

- Michelle Buckingham
Frauen, Halbmittelgewicht (bis 61 Kilogramm): 20. Platz

- Sandra Greaves
Frauen, Mittelgewicht (bis 66 Kilogramm): 9. Platz

- Brigitte Lastrade
Frauen, Superleichtgewicht (bis 48 Kilogramm): 9. Platz

- Pascale Mainville
Frauen, Leichtgewicht (bis 56 Kilogramm): 18. Platz

- Jane Patterson
Frauen, Schwergewicht (über 72 Kilogramm): 13. Platz

- Lyne Poirier
Frauen, Halbleichtgewicht (bis 52 Kilogramm): 16. Platz

- Alison Webb
Frauen, Halbschwergewicht (bis 72 Kilogramm): 9. Platz

### Kanu
- Larry Cain
Kanurennen, Zweier-Canadier 500 Meter: 9. Platz
Kanurennen, Zweier-Canadier 1000 Meter: 7. Platz

- Renn Crichlow
Kanurennen, Einer-Kajak 500 Meter: Halbfinale
Kanurennen, Einer-Kajak 1000 Meter: 8. Platz

- David Ford
Kanuslalom, Einer-Kajak: 15. Platz

- David Frost
Kanurennen, Zweier-Canadier 500 Meter: 9. Platz
Kanurennen, Zweier-Canadier 1000 Meter: 7. Platz

- Patrice Gagnon
Kanuslalom, Einer-Kajak: 21. Platz

- Steve Giles
Kanurennen, Einer-Canadier 500 Meter: 6. Platz
Kanurennen, Einer-Canadier 1000 Meter: 9. Platz

- Daniel Norman
Kanuslalom, Einer-Canadier: 30. Platz

- Larry Norman
Kanuslalom, Einer-Canadier: 19. Platz

- Kenneth Padvaiskas
Kanurennen, Zweier-Kajak 500 Meter: Halbfinale
Kanurennen, Zweier-Kajak 1000 Meter: Halbfinale

- Jason Rusu
Kanurennen, Zweier-Kajak 500 Meter: Halbfinale
Kanurennen, Zweier-Kajak 1000 Meter: Halbfinale

- Roy Sharplin
Kanuslalom, Einer-Canadier: 22. Platz

- Sheryl Boyle
Frauen, Kanuslalom, Einer-Kajak: 22. Platz

- Caroline Brunet
Frauen, Kanurennen, Einer-Kajak 500 Meter: 7. Platz
Frauen, Kanurennen, Vierer-Kajak 500 Meter: 6. Platz

- Alison Herst
Frauen, Kanurennen, Zweier-Kajak 500 Meter: 5. Platz
Frauen, Kanurennen, Vierer-Kajak 500 Meter: 6. Platz

- Margaret Langford
Frauen, Kanuslalom, Einer-Kajak: 15. Platz

- Klara MacAskill
Frauen, Kanurennen, Zweier-Kajak 500 Meter: 5. Platz
Frauen, Kanurennen, Vierer-Kajak 500 Meter: 6. Platz

- Kevyn Stafford
Frauen, Kanurennen, Vierer-Kajak 500 Meter: 6. Platz

- Margaret Langford
Frauen, Kanuslalom, Einer-Kajak: 8. Platz

### Leichtathletik
- Tim Berrett
20 Kilometer Gehen: 14. Platz
50 Kilometer Gehen: während des Rennens disqualifiziert

- Peter Dajia
Kugelstoßen: 25. Platz in der Qualifikation

- Graeme Fell
3000 Meter Hindernis: Vorläufe

- Stephen Feraday
Speerwurf: 29. Platz in der Qualifikation

- Edrick Floréal
Weitsprung: 28. Platz in der Qualifikation

- Glenroy Gilbert
4 × 100 Meter: Halbfinale

- Mark Anthony Graham
4 × 400 Meter: Vorläufe

- Graham Hood
1500 Meter: 9. Platz

- Mark Jackson
400 Meter Hürden: Vorläufe
4 × 400 Meter: Vorläufe

- Ian James
Weitsprung: 20. Platz in der Qualifikation

- Ben Johnson
100 Meter: Halbfinale
4 × 100 Meter: Halbfinale

- Ray Lazdins
Diskuswurf: 21. Platz in der Qualifikation

- Guillaume LeBlanc
20 Kilometer Gehen: Silber 
50 Kilometer Gehen: während des Rennens disqualifiziert

- Peter Maher
Marathon: DNF

- Atlee Mahorn
100 Meter: Viertelfinale
200 Meter: Viertelfinale
4 × 100 Meter: Halbfinale

- Brendan Matthias
5000 Meter: Vorläufe

- Mark McKoy
110 Meter Hürden: Gold

- Michael McLean
400 Meter: Vorläufe

- Oral Ogilvie
Dreisprung: in der Qualifikation ausgeschieden

- Peter Ogilvie
200 Meter: Viertelfinale
4 × 100 Meter: Halbfinale (nur im Vorlauf eingesetzt)

- Mike Smith
Zehnkampf: DNF

- Bruny Surin
100 Meter: 4. Platz
4 × 100 Meter: Halbfinale

- Frederick Williams
800 Meter: Vorläufe
4 × 400 Meter: Vorläufe

- Paul Williams
10.000 Meter: Vorläufe

- Anthony Wilson
200 Meter: Viertelfinale
4 × 400 Meter: Vorläufe

- Doug Wood
Stabhochsprung: 24. Platz in der Qualifikation

- Alex Zaliauskas
Hochsprung: 31. Platz in der Qualifikation

- Keturah Anderson
Frauen, 100 Meter Hürden: Viertelfinale

- Catherine Bond-Mills
Frauen, Siebenkampf: 21. Platz

- Debbie Bowker
Frauen, 1500 Meter: Halbfinale

- Lizanne Bussières
Frauen, Marathon: DNF

- Angela Chalmers
Frauen, 1500 Meter: Halbfinale
Frauen, 3000 Meter: Bronze

- Karen Clarke
Frauen, 100 Meter: Vorläufe
Frauen, 200 Meter: Viertelfinale
Frauen, 4 × 400 Meter: 4. Platz (nur im Vorlauf eingesetzt)

- Charmaine Crooks
Frauen, 400 Meter: Halbfinale
Frauen, 4 × 400 Meter: 4. Platz

- Donalda Duprey
Frauen, 400 Meter Hürden: Halbfinale

- Rosey Edeh
Frauen, 400 Meter Hürden: Halbfinale
Frauen, 4 × 400 Meter: 4. Platz

- Pascale Grand
Frauen, 10 Kilometer Gehen: 29. Platz

- Lisa Harvey
Frauen, 10.000 Meter: Vorläufe

- Odette Lapierre
Frauen, Marathon: 19. Platz

- Janice McCaffrey
Frauen, 10 Kilometer Gehen: 25. Platz

- Robyn Meagher
Frauen, 3000 Meter: Vorläufe

- Camille Noel
Frauen, 4 × 400 Meter: 4. Platz

- Leah Pells
Frauen, 3000 Meter: Vorläufe

- Tina Poitras
Frauen, 10 Kilometer Gehen: 21. Platz

- Georgette Reed
Frauen, Kugelstoßen: 16. Platz in der Qualifikation

- Jillian Richardson
Frauen, 400 Meter: 5. Platz
Frauen, 4 × 400 Meter: 4. Platz

- Carole Rouillard
Frauen, 10.000 Meter: Vorläufe

- Paula Schnurr
Frauen, 1500 Meter: Halbfinale

### Moderner Fünfkampf
- Laurie Shong
Einzel: 59. Platz

- Ian Soellner
Einzel: 43. Platz

### Radsport
- Michael Belcourt
4000 Meter Einzelverfolgung: 16. Platz

- Colin Davidson
Mannschaftszeitfahren (102,8 Kilometer): 13. Platz

- Curt Harnett
Sprint: Bronze

- Kurt Innes
1000 Meter Zeitfahren: 23. Platz

- Chris Koberstein
Mannschaftszeitfahren (102,8 Kilometer): 13. Platz

- Jacques Landry
Straßenrennen: 62. Platz

- John Malois
Punktefahren: Vorläufe

- Todd McNutt
Mannschaftszeitfahren (102,8 Kilometer): 13. Platz

- Nathael Sagard
Straßenrennen: 41. Platz

- Gianni Vignaduzzi
Straßenrennen: 26. Platz

- Yvan Waddell
Mannschaftszeitfahren (102,8 Kilometer): 13. Platz

- Tanya Dubnicoff
Frauen, Sprint: 6. Platz

- Maria Hawkins
Frauen, Straßenrennen: 36. Platz

- Alison Sydor
Frauen, Straßenrennen: 12. Platz

- Kelly-Ann Way
Frauen, Straßenrennen: 31. Platz
Frauen, 3000 Meter Einzelverfolgung: 14. Platz

### Reiten
- Jennifer Foster
Springreiten, Einzel: ausgeschieden
Springreiten, Mannschaft: 9. Platz

- Christilot Hanson-Boylen
Dressur, Einzel: 12. Platz
Dressur, Mannschaft: 10. Platz

- Jay Hayes
Springreiten, Einzel: ausgeschieden
Springreiten, Mannschaft: 9. Platz

- Nicholas Holmes-Smith
Vielseitigkeit, Einzel: 53. Platz
Vielseitigkeit, Mannschaft: 12. Platz

- Rachel Hunter
Vielseitigkeit, Einzel: 49. Platz
Vielseitigkeit, Mannschaft: 12. Platz

- Ian Millar
Springreiten, Einzel: 54. Platz in der Qualifikation
Springreiten, Mannschaft: 9. Platz

- Cindy Neale-Ishoy
Dressur, Einzel: 34. Platz
Dressur, Mannschaft: 10. Platz

- Martina Pracht
Dressur, Einzel: 48. Platz
Dressur, Mannschaft: 10. Platz

- Robert Stevenson
Vielseitigkeit, Einzel: 22. Platz
Vielseitigkeit, Mannschaft: 12. Platz

- Elizabeth Underhill
Springreiten, Einzel: 81. Platz in der Qualifikation
Springreiten, Mannschaft: 9. Platz

- Stuart Young-Black
Vielseitigkeit, Einzel: DNF
Vielseitigkeit, Mannschaft: 12. Platz

### Rhythmische Sportgymnastik
- Susan Cushman
Einzel: 29. Platz

- Madonna Gimotea
Einzel: 20. Platz

### Ringen
- Andrew Borodow
Griechisch-römischer Stil, Superschwergewicht (bis 130 Kilogramm): 5. Platz

- Marty Calder
Freistil, Federgewicht (bis 62 Kilogramm): in der 3. Runde ausgeschieden

- Gavin Carrow
Freistil, Schwergewicht (bis 100 Kilogramm): in der 2. Runde ausgeschieden

- Robert Dawson
Freistil, Bantamgewicht (bis 57 Kilogramm): 8. Platz

- Gregory Edgelow
Freistil, Halbschwergewicht (bis 90 Kilogramm): in der 2. Runde ausgeschieden

- David Hohl
Freistil, Mittelgewicht (bis 82 Kilogramm): 9. Platz

- Gary Holmes
Freistil, Weltergewicht (bis 74 Kilogramm): 6. Platz

- Karolj Kasap
Griechisch-römischer Stil, Weltergewicht (bis 74 Kilogramm): 8. Platz

- Tom Petryshen
Freistil, Halbfliegengewicht (bis 48 Kilogramm): 9. Platz

- Jeffrey Thue
Freistil, Superschwergewicht (bis 130 Kilogramm): Silber

- Chris Wilson
Freistil, Leichtgewicht (bis 68 Kilogramm): 8. Platz

- Christopher Woodcroft
Freistil, Fliegengewicht (bis 52 Kilogramm): 8. Platz

- Douglas Yeats
Griechisch-römischer Stil, Leichtgewicht (bis 68 Kilogramm): 8. Platz

### Rudern
- Harold Backer
Zweier ohne Steuermann: 9. Platz

- Darren Barber
Achter: Gold

- Cedric Burgers
Vierer ohne Steuermann: 11. Platz

- Andrew Crosby
Achter: Gold

- Donald Dickinson
Doppelzweier: 7. Platz

- Michael Forgeron
Achter: Gold

- Todd Hallett
Doppelzweier: 7. Platz

- Henry Hering
Zweier ohne Steuermann: 9. Platz

- Robert Marland
Achter: Gold

- Terrence Paul
Achter: Gold

- Derek Porter
Achter: Gold

- Michael Rascher
Achter: Gold

- Bruce Robertson
Achter: Gold

- Brian Saunderson
Vierer ohne Steuermann: 11. Platz

- Gregory Stevenson
Vierer ohne Steuermann: 11. Platz

- Donald Telfer
Vierer ohne Steuermann: 11. Platz

- John Wallace
Achter: Gold

- Kirsten Barnes
Frauen, Vierer ohne Steuerfrau: Gold 
Frauen, Achter: Gold

- Shannon Crawford
Frauen, Achter: Gold

- Megan Delehanty
Frauen, Achter: Gold

- Kathleen Heddle
Frauen, Zweier ohne Steuerfrau: Gold 
Frauen, Achter: Gold

- Silken Laumann
Frauen, Einer: Bronze

- Marnie McBean
Frauen, Zweier ohne Steuerfrau: Gold 
Frauen, Achter: Gold

- Jessica Monroe
Frauen, Vierer ohne Steuerfrau: Gold 
Frauen, Achter: Gold

- Brenda Taylor
Frauen, Vierer ohne Steuerfrau: Gold 
Frauen, Achter: Gold

- Lesley Thompson
Frauen, Achter: Gold

- Kay Worthington
Frauen, Vierer ohne Steuerfrau: Gold 
Frauen, Achter: Gold

### Schießen
- Michael James Ashcroft
Kleinkaliber liegend: 15. Platz

- Rodney Colwell
Freie Pistole 50 Meter: 37. Platz
Luftpistole: 14. Platz

- Michel Dion
Kleinkaliber liegend: 24. Platz
Kleinkaliber Dreistellungskampf: 33. Platz

- George Leary
Trap: 16. Platz

- Guy Lorion
Luftgewehr: 35. Platz

- John Primrose
Trap: 33. Platz

- Jean-François Sénécal
Luftgewehr: 38. Platz

- Wayne Sorensen
Kleinkaliber Dreistellungskampf: 26. Platz

- Sharon Bowes
Frauen, Luftpistole: 26. Platz
Frauen, Kleinkaliber Standardgewehr: 7. Platz

- Sharon Cozzarin
Frauen, Luftpistole: 31. Platz

- Susan Nattrass
Frauen, Trap: 21. Platz

- Sharon Bowes
Frauen, Luftpistole: 31. Platz
Frauen, Kleinkaliber Standardgewehr: 14. Platz

### Schwimmen
- Gary Anderson
200 Meter Lagen: 8. Platz

- Robert Baird
400 Meter Lagen: 16. Platz

- Christopher Bowie
1500 Meter Freistil: 15. Platz
4 × 200 Meter Freistil: 9. Platz

- Raymond Brown
100 Meter Rücken: 18. Platz
200 Meter Rücken: 15. Platz

- Stephen Clarke
50 Meter Freistil: 40. Platz
100 Meter Freistil: 18. Platz
4 × 100 Meter Lagen: Bronze

- Jonathan Cleveland
100 Meter Brust: 13. Platz
200 Meter Brust: 14. Platz
4 × 100 Meter Lagen: Bronze

- Kevin Draxinger
200 Meter Rücken: 12. Platz

- Marcel Gery
100 Meter Schmetterling: 6. Platz
4 × 100 Meter Lagen: Bronze

- Michael Mason
200 Meter Brust: 23. Platz

- David McLellan
1500 Meter
Freistil: 23. Platz

- Curtis Myden
100 Meter Brust: 25. Platz
400 Meter Lagen: 10. Platz

- Turlough O’Hare
200 Meter Freistil: 15. Platz
400 Meter Freistil: 21. Platz
4 × 200 Meter Freistil: 9. Platz

- Edward Parenti
400 Meter Freistil: 27. Platz
200 Meter Schmetterling: 26. Platz
4 × 200 Meter Freistil: 9. Platz

- Thomas Ponting
100 Meter Schmetterling: 16. Platz
200 Meter Schmetterling: 13. Platz
4 × 100 Meter Lagen: Bronze

- Mark Tewksbury
100 Meter Rücken: Gold 
4 × 100 Meter Lagen: Bronze

- Darren Ward
100 Meter Freistil: 41. Platz
200 Meter Freistil: 23. Platz
200 Meter Lagen: 14. Platz
4 × 200 Meter Freistil: 9. Platz

- Guylaine Cloutier
Frauen, 100 Meter Brust: 4. Platz
Frauen, 200 Meter Brust: 5. Platz
Frauen, 4 × 100 Meter Lagen: 6. Platz

- Nicole Dryden
Frauen, 200 Meter Freistil: 19. Platz
Frauen, 100 Meter Rücken: 14. Platz
Frauen, 200 Meter Rücken: 23. Platz
Frauen, 4 × 100 Meter Freistil: 8. Platz
Frauen, 4 × 100 Meter Lagen: 6. Platz

- Lisa Flood
Frauen, 100 Meter Brust: 14. Platz

- Nathalie Giguère
Frauen, 200 Meter Brust: 6. Platz

- Beth Hazel
Frauen, 200 Meter Rücken: 25. Platz

- Allison Higson
Frauen, 100 Meter Freistil: 25. Platz
Frauen, 200 Meter Freistil: 22. Platz
Frauen, 4 × 100 Meter Freistil: 8. Platz

- Julie Howard
Frauen, 100 Meter Rücken: 28. Platz
Frauen, 100 Meter Schmetterling: 27. Platz

- Marianne Limpert
Frauen, 200 Meter Lagen: 6. Platz
Frauen, 4 × 100 Meter Freistil: 8. Platz

- Joanne Malar
Frauen, 400 Meter Lagen: 11. Platz

- Andrea Nugent
Frauen, 50 Meter Freistil: 11. Platz
Frauen, 100 Meter Freistil: 16. Platz
Frauen, 4 × 100 Meter Freistil: 8. Platz
Frauen, 4 × 100 Meter Lagen: 6. Platz

- Jacinthe Pineau
Frauen, 200 Meter Schmetterling: 23. Platz

- Nancy Sweetnam
Frauen, 200 Meter Lagen: 7. Platz
Frauen, 400 Meter Lagen: 13. Platz

- Kristin Topham
Frauen, 50 Meter Freistil: 10. Platz
Frauen, 100 Meter Schmetterling: 14. Platz
Frauen, 4 × 100 Meter Lagen: 6. Platz

### Segeln
- Nigel Cochrane
470er: 14. Platz

- Jeffrey Mark Eckard
470er: 14. Platz

- Stuart Flinn
Soling: 7. Platz

- Philip Gow
Soling: 7. Platz

- Eric Jespersen
Star: Bronze

- Frank McLaughlin
Flying Dutchman: 9. Platz

- Ross MacDonald
Star: Bronze

- John Millen
Flying Dutchman: 9. Platz

- Hank Lammens
Finn-Dinghy: 13. Platz

- Kevin Smith
Tornado: 5. Platz

- David Sweeney
Tornado: 5. Platz

- Paul Thomson
Soling: 7. Platz

- Caroll-Ann Alie
Frauen, Windsurfen (Lechner A-390): 14. Platz

- Sarah McLean
Frauen, 470er: 11. Platz

- Shona Moss
Frauen, Europe: 15. Platz

- Penny Stamper-Davis
Frauen, 470er: 11. Platz

### Synchronschwimmen
- Sylvie Fréchette
Einzel: Gold

- Penny Vilagos
Einzel: nach Qualifikation ausgeschieden
Duett: Silber

- Vicky Vilagos
Einzel: nach Qualifikation ausgeschieden
Duett: Silber

### Tennis
- Brian Gyetko
Doppel: 9. Platz

- Sébastien LeBlanc
Doppel: 9. Platz

- Andrew Sznajder
Einzel: 17. Platz

- Patricia Hy-Boulais
Frauen, Einzel: 17. Platz
Frauen, Doppel: 9. Platz

- Rene Simpson-Alter
Frauen, Einzel: 33. Platz
Frauen, Doppel: 9. Platz

### Tischtennis
- Joe Ng
Einzel: 49. Platz

- Barbara Chiu
Frauen, Einzel: 33. Platz

### Turnen
- Curtis Hibbert
Einzelmehrkampf: 36. Platz
Barren: 36. Platz in der Qualifikation
Boden: 70. Platz in der Qualifikation
Pferdsprung: 19. Platz in der Qualifikation
Reck: 23. Platz in der Qualifikation
Ringe: 72. Platz in der Qualifikation
Seitpferd: 57. Platz in der Qualifikation

- Michael Inglis
Einzelmehrkampf: 86. Platz in der Qualifikation
Barren: 86. Platz in der Qualifikation
Boden: 87. Platz in der Qualifikation
Pferdsprung: 78. Platz in der Qualifikation
Reck: 85. Platz in der Qualifikation
Ringe: 89. Platz in der Qualifikation
Seitpferd: 88. Platz in der Qualifikation

- Alan Nolet
Einzelmehrkampf: 78. Platz in der Qualifikation
Barren: 87. Platz in der Qualifikation
Boden: 67. Platz in der Qualifikation
Pferdsprung: 74. Platz in der Qualifikation
Reck: 67. Platz in der Qualifikation
Ringe: 75. Platz in der Qualifikation
Seitpferd: 72. Platz in der Qualifikation

- Mylène Fleury
Frauen, Einzelmehrkampf: 77. Platz in der Qualifikation
Frauen, Mannschaftsmehrkampf: 10. Platz
Frauen, Boden: 61. Platz in der Qualifikation
Frauen, Pferdsprung: 86. Platz in der Qualifikation
Frauen, Schwebebalken: 82. Platz in der Qualifikation
Frauen, Stufenbarren: 63. Platz in der Qualifikation

- Janet Morin
Frauen, Einzelmehrkampf: 92. Platz in der Qualifikation
Frauen, Mannschaftsmehrkampf: 10. Platz
Frauen, Boden: 91. Platz in der Qualifikation
Frauen, Pferdsprung: 91. Platz in der Qualifikation
Frauen, Schwebebalken: 91. Platz in der Qualifikation
Frauen, Stufenbarren: 92. Platz in der Qualifikation

- Janine Rankin
Frauen, Einzelmehrkampf: 70. Platz in der Qualifikation
Frauen, Mannschaftsmehrkampf: 10. Platz
Frauen, Boden: 60. Platz in der Qualifikation
Frauen, Pferdsprung: 37. Platz in der Qualifikation
Frauen, Schwebebalken: 70. Platz in der Qualifikation
Frauen, Stufenbarren: 82. Platz in der Qualifikation

- Lori Strong
Frauen, Einzelmehrkampf: 53. Platz in der Qualifikation
Frauen, Mannschaftsmehrkampf: 10. Platz
Frauen, Boden: 56. Platz in der Qualifikation
Frauen, Pferdsprung: 63. Platz in der Qualifikation
Frauen, Schwebebalken: 39. Platz in der Qualifikation
Frauen, Stufenbarren: 70. Platz in der Qualifikation

- Stella Umeh
Frauen, Einzelmehrkampf: 16. Platz
Frauen, Mannschaftsmehrkampf: 10. Platz
Frauen, Boden: 24. Platz in der Qualifikation
Frauen, Pferdsprung: 19. Platz in der Qualifikation
Frauen, Schwebebalken: 27. Platz in der Qualifikation
Frauen, Stufenbarren: 32. Platz in der Qualifikation

- Jennifer Wood
Frauen, Einzelmehrkampf: 78. Platz in der Qualifikation
Frauen, Mannschaftsmehrkampf: 10. Platz
Frauen, Boden: 59. Platz in der Qualifikation
Frauen, Pferdsprung: 74. Platz in der Qualifikation
Frauen, Schwebebalken: 89. Platz in der Qualifikation
Frauen, Stufenbarren: 58. Platz in der Qualifikation

### Volleyball
- Herrenteam
10. Platz

- Kader
Joseph Albert
Kevin Boyles
Gino Brousseau
Allan Coulter
Christopher Frehlick
Terry Gagnon
Randal Gingera
Kent Greves
William Knight
Russell Paddock
Gregory Williscroft
Bradley Willock

### Wasserspringen
- David Bédard
Kunstspringen 3 Meter: 13. Platz in der Qualifikation

- Bruno Fournier
Turmspringen 10 Meter: 14. Platz in der Qualifikation

- Bruno Fournier
Turmspringen 10 Meter: 21. Platz in der Qualifikation

- Mark Rourke
Kunstspringen 3 Meter: 11. Platz

- Evelyne Boisvert
Frauen, Kunstspringen 3 Meter: 21. Platz in der Qualifikation

- Mary DePiero
Frauen, Kunstspringen 3 Meter: 8. Platz

- Paige Gordon
Frauen, Turmspringen 10 Meter: 16. Platz in der Qualifikation

- Anne Montminy
Frauen, Turmspringen 10 Meter: 17. Platz in der Qualifikation